# Alte Universität (Mainz)

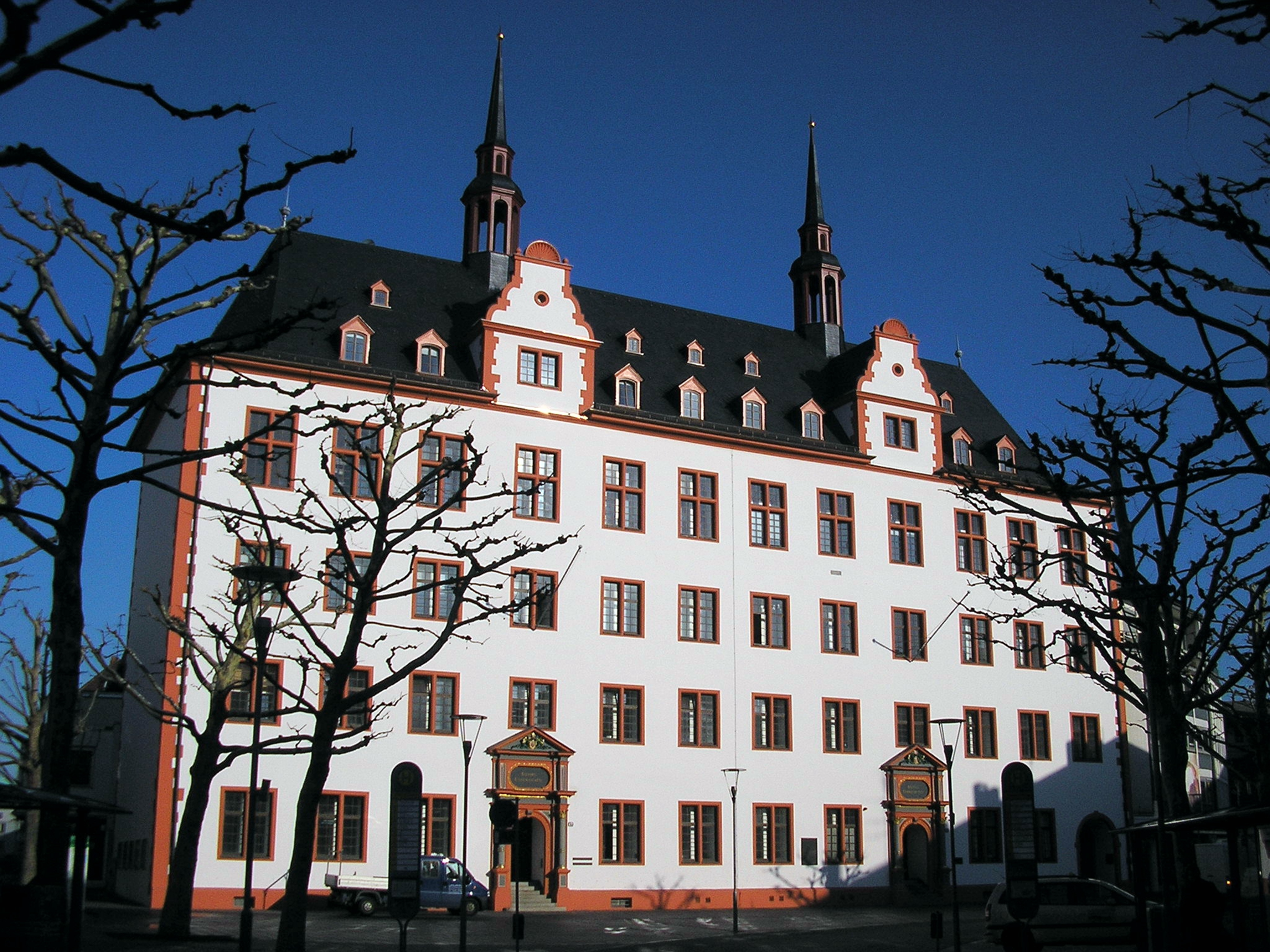
Domus Universitatis (ca. 2006)

Die Domus Universitatis, das Gebäude der Alten Universität in Mainz, wurde von 1615 bis 1618 im Renaissance-Stil errichtet. Das Gebäude diente der theologischen und philosophischen Fakultät der Mainzer Universität sowie einer Lateinschule der Jesuiten.

## Baubeschreibung
Das Gebäude ist relativ schmucklos errichtet worden, fiel und fällt allerdings durch seine Größe im Stadtbild auf. Die Fassade geht über vier Etagen und zwölf Achsen. Im Erdgeschoss verfügt es über zwei geschmückte Säulenportale des Aschaffenburger Bildhauers Johannes Juncker. Die Portalachsen sind  oberhalb des dritten Obergeschosses im Dach durch Zwerchhäuser mit Schweifgiebeln betont. Das dritte Obergeschoss ist höher als die übrigen und beinhaltete die Aula der Universität. In der Achse der Portale und Zwerchhäuser befinden sich zwei Dachreiter auf dem mächtigen Dach. Dieses hat zwei Reihen Dachgauben.

## Baugeschichte
Errichtet wurde die Alte Universität zwischen 1615 und 1618 durch den Jesuitenorden unter der Herrschaft des Mainzer Kurfürsten und Erzbischofs Johann Schweikhard von Cronberg. Sie wurde zunächst als Lateinschule der Jesuiten für die Studenten sowie für die theologische und philosophische Fakultät der Mainzer Universität genutzt.
Nach Aufhebung des Jesuitenordens 1773 wurde das Gebäude der Universität übergeben, 1781 wurde sie zum zentralen Unterrichtsgebäude für alle Fakultäten der Universität. Bei der Belagerung und Beschießung von Mainz brannte 1793 das Dach ab und das westliche Zwerchhaus mit dem Dachreiter wurde zerstört. Während der neuerlichen Besetzung durch die Franzosen wurde das Gebäude zur Kaserne und blieb dies auch nach Abzug der Franzosen für die Garnison der Festung Mainz bis 1889. Anschließend wurde es für Ämter und die Höhere Töchterschule der Stadt benutzt.
Nach dem Bombardement der Altstadt im August 1942 brannte das Gebäude aus. Es wurde bis 1952 wiederaufgebaut, das westliche Zwerchhaus wurde rekonstruiert, allerdings erhielt der Wiederaufbau lediglich einen mittigen Dachreiter.
Der Dachreiter musste 1998 wegen Baufälligkeit entfernt werden, bis 2005 wurden jedoch nach dem Vorbild des ursprünglichen Erscheinungsbildes zwei Dachreiter in der Achse der Portale und Zwerchhäuser rekonstruiert.
Das Gebäude beherbergt gegenwärtig das Leibniz-Institut für Europäische Geschichte und das Journalistische Seminar der Johannes Gutenberg-Universität.